# أتابكة يزد

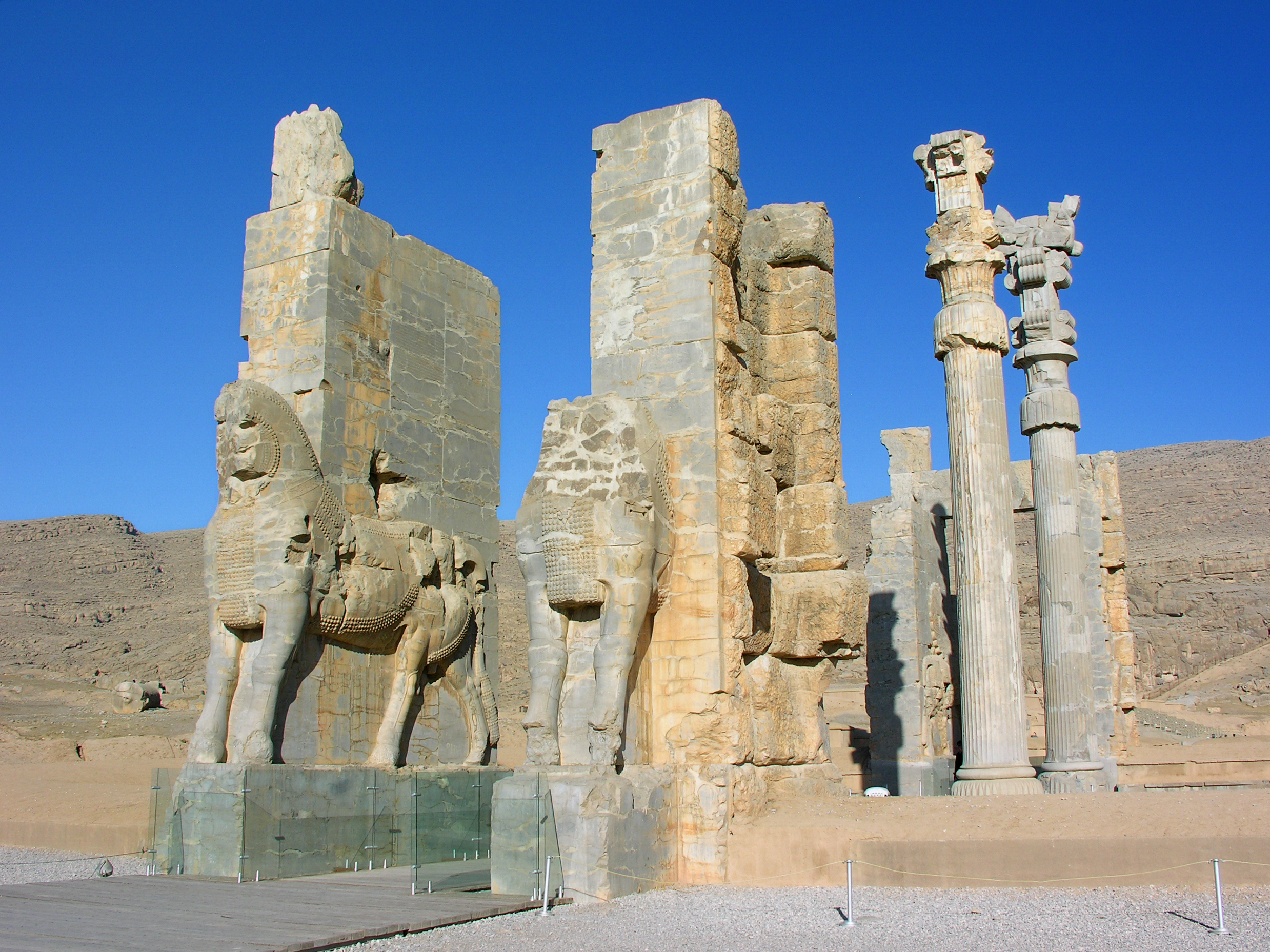

أتابكة يزد سلاسة مسلمة حكمت بمدينة يزد في القرن السابع الهجري.
مؤسس هذه الأتابكية سام بن وردان الذي نصبه السلطان سنجر السلجوقي والياً على يَزْد، ثم خلفه من بعده في حكم الأتابكية أفراد أسرته وهم فرع من بني كاكويه. خضعت هذه الأسرة لسلطة المغول، واستمرت في الحكم حتى أواخر القرن السابع الهجري، وقضى عليها الإيلخانيون.

## قائمة الحكام
حسب زامباور:
| الحاكم                     | سنة        |
| -------------------------- | ---------- |
| عز الدين لشكر بن وردان     | 590 هـ     |
| وردان زور بن لشكر          | 604 هـ     |
| أبو منصور سپهسالار بن لشكر | 616 هـ     |
| محمود شاه بن سپهسالار      | 616 هـ     |
| سلتيق شاه بن محمود         | 629 هـ     |
| طغان شاه سلتيق             | -          |
| علاء الدولة بن طغان شاه    | 670 هـ     |
| يوسف شاه بن طغان شاه       | نحو 685 هـ |
| حاجي شاه                   | نحو 715 هـ |